# علي بوطوالة
علي بوطوالة (1956 - ) الأمين العام لحزب الطليعة الديمقراطي الاشتراكي في المغرب.
ولد في مدينة تازة وحصل على دكتوراه في العلوم الاقتصادية. ناضل في صفوف منظمة 23 مارس، واعتبارا لنشاطه السياسي تعرض للاعتقال أول مرة سنة 1974، قضى على إثره سنتين من الاعتقال وبسبب التزامه ونشاطه السياسي والنقابي تعرض للطرد من العمل بعد إضراب يومي 10 و 11 أبريل 1979، و مرة ثالثة إثر النهوض الجماهيري سنة 1984، حيث قضى شهرين في السجن.
يشغل اليوم منصب أستاذ الاقتصاد بالمركز الوطني لتكوين مفتشي التعليم بالرباط. هو عضو المكتب النقابي للنقابة الوطنية للتعليم المنضوية تحث لواء (ك د ش) ومن مؤسسي الجمعية المغربية لحقوق الإنسان، تم المنتدى المغربي للحقيقة والإنصاف، بالإضافة إلى كونه من مؤسسي حزب الطليعة الديمقراطي الاشتراكي الذي يتولى فيه مسؤولية نائب الكاتب العام الوطني.